# نموذج علمي

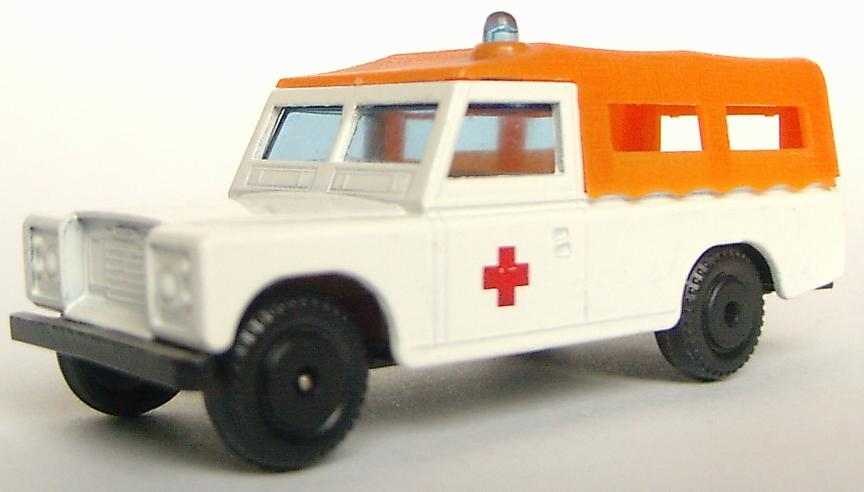

النموذج العلمي بشكل مجرد (أي النموذج الاصطلاحي) هو عبارة عن تركيب نظري يمثل عملية فيزيائية أو حيوية أو اجتماعية، مع مجموعة متغيرات ومجموعة علاقات منطقية أو كمية بين المتغيرات.
تؤلف النماذج بهذا المفهوم لتمكننا من الاستنتاج ضمن إطار منطقي مثالي فيما يتعلق بالقضايا والعمليات التي نبحثها وتشكل مكونا هاما جدا من النظريات العلمية. ونقصد بمثالي هنا أن النموذج يمكن أن يتضمن افتراضات نعرف أنها قد تكون خاطئة أحيانا أو على أقل تقدير تبسيطية لكن الغاية من هذه الافتراضات هو تبسيط عملية النمذجة فيكون النموذج الحاصل متحققا في حالات خاصة محددة فقط، وتبدأ عملية من تحسين النموذج وتطويره ليلائم كافة الظروف عن طريق تقليل الافتراضات التبسيطية وتحسين العلاقات ضمن النموذج، ويكون كافيا للنموذج أن يقدم حلولا تقريبية بشكل معقول للمسائل التي نطرحها لها فلا نطالبه بحلول غاية في الدقة.